# Магнитный замок

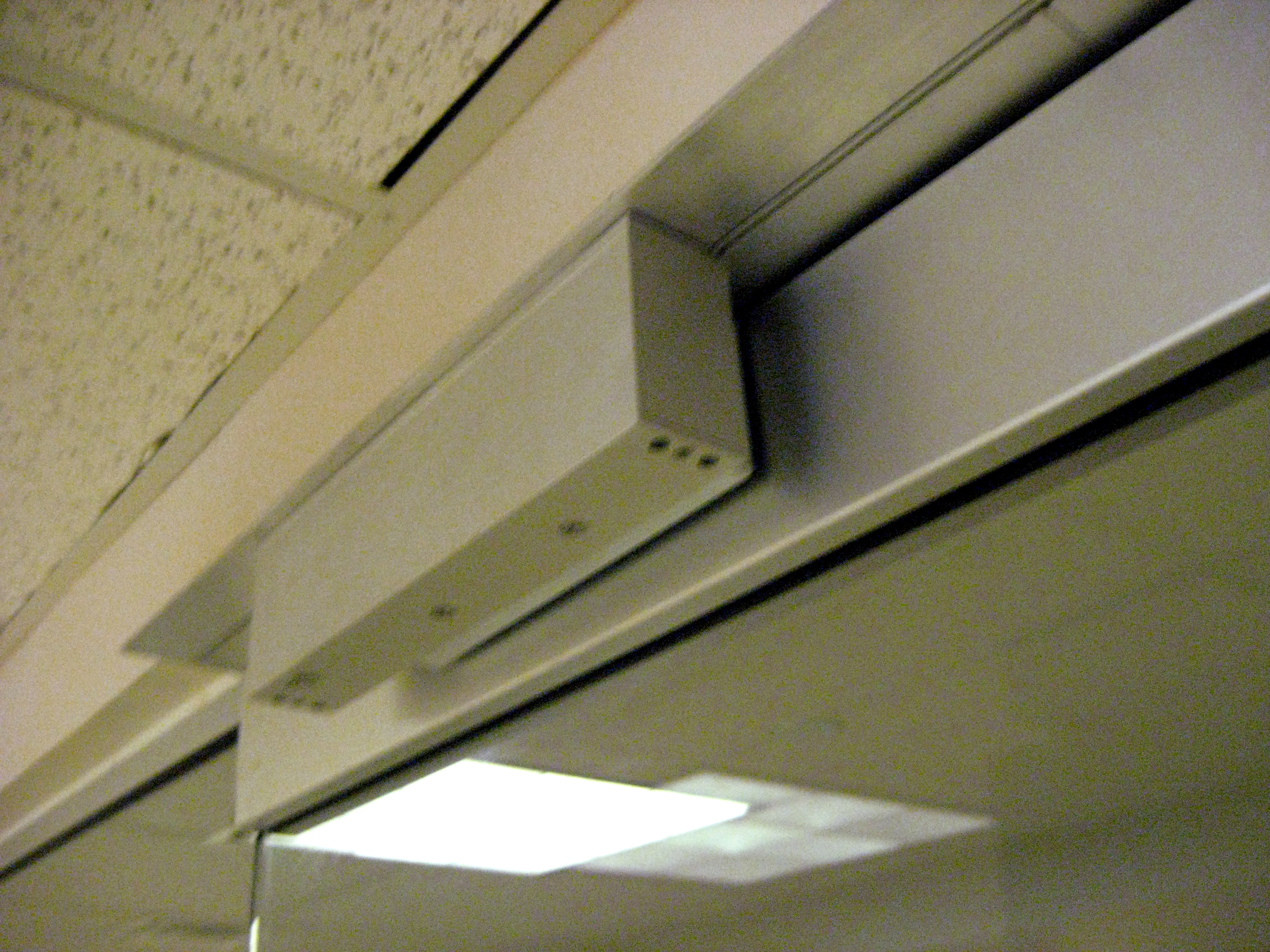
Электромагнитное исполнительное устройство электронно-механического замка

Магнитные замки — замки, у которых постоянные магниты, используемые в механизме секретности, взаимодействуют с постоянными магнитами, расположенными в ключе; замки, у которых мощный электромагнит выполняет функцию засова; замки-защелки, запирание которых осуществляется в момент захлопывания двери за счет примагничивания засова к запорной планке (открывание замка происходит ключом или фалевой ручкой).

## История
Первый электромагнитный замок современного типа разработал Самнер Саперштейн в 1969 году и впервые применил при реконструкции Монреаль-Форума. При проектировании основной задачей была возможность быстрого открытия дверей в случае пожара.
Изначально Сапфирштейн предложил использовать линейную конструкцию из дверных фиксаторов в качестве электромагнитного замка. Дверные держатели традиционно использовались для удержания дверей открытыми, но в данном случае изобретатель полагал, что их можно приспособить для работы в качестве безотказного замка. После успешного создания прототипа и установки на Форуме, Сапфирштейн продолжил совершенствование конструкции. Позднее он основал компанию Locknetics, которая занималась разработкой аксессуаров и схем управления для электромагнитных замков.

## Принцип работы
Принцип работы электромагнитного замка заключается в использовании электромагнитных сил для запирания двери при подаче питания. Удерживающая сила должна быть перпендикулярна нагрузке, а замок и пластина якоря должны располагаться вплотную друг к другу для оптимальной работы.
Магнитный замок основан на некоторых базовых концепциях электромагнетизма. По сути, он состоит из электромагнита, притягивающего проводник с силой, достаточной для того, чтобы дверь нельзя было открыть. При более детальном рассмотрении устройство использует тот факт, что ток, проходящий через одну или несколько витков проволоки (известных как соленоид), создаёт магнитное поле. Это работает в свободном пространстве, но если соленоид намотан вокруг ферромагнитного сердечника, например, из мягкого железа, эффект поля значительно усиливается. Это происходит потому, что внутренние магнитные домены материала выстраиваются друг за другом, значительно увеличивая плотность магнитного потока.

## Типы
Защелка магнитная — предварительно намагниченное крепежное устройство, предназначенное для временного захвата и удержания неподвижной двери и других предметов.
Электромагнитное исполнительное устройство — часть электронно-механического замка, выполняющая функцию запирания с использованием силы притяжения электромагнитного взаимодействия.
По типу запирания электромагнитные замки бывают:
- магнитного запирания;
- магнито-механического запирания.

По типу монтажа подразделяются на:
- накладные, которые крепятся с помощью набора уголков;
- врезные, обеспечивающие наилучший внешний вид, так как не имеют выступающих частей;
- полуврезные, то есть часть замка выдаётся из плоскости дверной коробки.

## Достоинства электромагнитного замка
- Отсутствие движущихся частей.
- Простота конструкции.
- Удобство подключения к электронному замку.
- Отказобезопасность, так как в случае аварийного отключения электропитания замок разблокируется, обеспечивая беспрепятственную эвакуацию.

## Недостатки электромагнитного замка
- Необходимость в надёжном бесперебойном источнике питания: без подачи электроэнергии замок открывается. Это одновременно является и достоинством, так как согласно требованиям пожарной безопасности в помещениях с большим скоплением людей (офисные, торговые и т. д.), на аварийных и пожарных выходах, на путях эвакуации при пропадании электричества запирающие устройства должны автоматически отпираться, чтобы обеспечить беспрепятственную эвакуацию.
- Габариты и масса больше запорных устройств других типов.
- При достаточной большой физической силе некоторые двери с таким замком можно открыть, что облегчает несанкционированный доступ в помещение.
- Если злоумышленник проник в помещение, снабжённое простым электромагнитным замком, он легко сделает это повторно, если наклеит пластырь или скотч на замок или ответную пластину. Контакт становится неполным, и дверь отжимается силой. Однако это может не сработать на многих моделях электромагнитных замков, оснащённых датчиками Холла, герконами, микроконтроллерами в ответных пластинах, системами раннего предупреждения о взломе, так как такие датчики подадут тревожный сигнал при наличии неплотного запирания.
- Вес двери может оказаться достаточно большим и при закрытии возникает динамическая нагрузка ударного типа[7]. Одним из факторов трещинообразования[8], долговечности строительной конструкции являются условия эксплуатации. Большой вклад в исследования сопротивления бетона и железобетона импульсным воздействиям внесли Баженов Ю.М., Бакиров P.O., Белобров И.К., Забегаев A.B., Попов Г.И., Попов H.H., Расторгуев Б.С., Рахманов В.А. и др[9][10].

## Применение
На дверях офисных, торговых, производственных помещений, автоматических воротах, в качестве исполнительных устройств домофонов, систем контроля и управления доступом, автономных дверных контроллеров, электронных замков, либо иных систем управления дверьми.